# فيصل اليامي (لاعب كرة قدم)
فيصل اليامي (مواليد 2 نوفمبر 1990، السعودية -)، هو لاعب كرة قدم سعودي.
لعب سابقاً في نادي ضمك، وانتقل إلى النهضة عام 2015، ثم انتقل إلى نادي نجران عام 2017، ووقع مع نادي الساحل في عام 2018 . وبعدها انتقل إلى نادي الترجي و لعب بعدها مع نادي قرية العليا ونادي الهداية.

## وصلات خارجية
- فيصل اليامي على موقع Kooora.com
- فيصل اليامي على موقع Soccerway
- فيصل اليامي على موقع Sport360.com